# Macrotarsomys petteri
Macrotarsomys petteri is een in 2005 door Goodman en Soarimalala beschreven soort uit het endemische Malagassische knaagdierengeslacht Macrotarsomys. De naam is vernoemd naar de Franse primatoloog Jean-Jacques Petter. Er is slechts één exemplaar bekend, dat in 2003 werd gevangen in het Forêt des Mikea in Zuidwest-Madagaskar. M. petteri komt voor in een uniek transitioneel bos dat sterk wordt bedreigd door menselijke bemoeienissen.